# خورخه لوئیس والدس
خورخه لوئیس والدس (انگلیسی: Jorge Luis Valdés؛ زادهٔ ۱۲ فوریهٔ ۱۹۶۱) بازیکن بیسبال اهل کوبا بود.